# Anthony Strong
Anthony Strong (ur. 29 października 1984 w Croydonie) – brytyjski piosenkarz, autor tekstów i pianista jazzowy.

## Życiorys

### Dzieciństwo i edukacja
Anthony Strong urodził się w Croydonie jako syn Pat i Rogera. Uczęszczał do Szkoły Whitgifta, Królewskiej Akademii Muzycznej, Szkoły dla Młodych Muzyków im. Henry'ego Purcella oraz Szkoły Muzyki i Dramatu w Guildhall, gdzie studiował fortepian jazzowy na poziomie licencjatu.

### Kariera

#### 2006-08: Początki kariery
Podczas ostatnich lat nauki w szkole muzycznej Strong rozpoczął karierę jako muzyk sesyjny, występujący u boku m.in. Charlotte Church, Michaela Boltona, Martiego Pellowa i Jocelyn Brown.

#### 2009-11:Guaranteed!
W sierpniu 2009 roku Strong wydał swoją debiutancką płytę zatytułowaną Guaranteed!, na którą materiał napisał we współpracy z Guyem Mathersem i Jamiem Pullenem. Wśród wszystkich utworów na albumie znalazła się autorska interpretacja klasyka „I Won’t Dance” oraz piosenka „Like You and Me” nagrana przez Stronga w duecie z Natalie Williams. W 2010 roku wystąpił podczas festiwalu London Jazz Festival oraz grał jako support przed koncertami Chrisa Bottiego.
W kolejnym roku wystąpił w radiowym koncercie rozgłośni BBC Radio 2 Friday Night Is Music Night razem z aktorami z Royal Shakespeare Company, a także podczas koncertu sylwestrowego organizowanego przez stację w Savoy Ballroom, w trakcie którego zaśpiewał m.in. świąteczną piosenkę „Baby, It’s Cold Outside” w duecie z Palomą Faith. W tym samym roku pojawił się także jako pianista Adriena Brody'ego w reklamie Super Bowl 2011, a także wcielił się w rolę Jerry'ego Lee Lewisa w musicalu Million Dollar Quartet granego na West Endzie. Pod koniec września wydał swoją debiutancką minipłytę zatytułowaną Delovely.

#### 2012-14:Stepping Out
W 2012 roku Strong opublikował singiel „Laughing in Rhythm” nagrany w duecie z aktorką Jessicą Hynes na potrzeby akcji charytatywnej Children in Need. W tym samym roku kilkukrotnie odwiedził Francję, gdzie grał jako support przed koncertami BB Kinga oraz odbył 12 koncertów w klubie Le Duc des Lombards.
W styczniu 2013 roku Strong ogłosił podpisanie kontraktu płytowego z paryską wytwórnią Naïve Records, która w marcu wydała jego drugi album studyjny zatytułowany Stepping Out. Płyta zyskała pozytywne recenzję wśród dziennikarzy muzycznych m.in. w Wielkiej Brytanii, Stanach Zjednoczonych, Francji, Niemczech i we Włoszech. W lutym 2014 Strong wystąpił w Polsce, gdzie zagrał dwa koncerty: jeden we Wrocławiu ramach festiwalu Ethno Jazz Festival, a drugi w Warszawie.

#### Od 2015:On the Clear Day
Na początku kwietnia 2015 roku Strong zapowiedział wydanie swojej trzeciej płyty długogrającej zatytułowanej On the Clear Day, na którą materiał tworzył przez trzy lata. Sesja nagraniowa albumu zrealizowana została w Londynie. Album ukazał się 18 maja 2015 roku.

## Muzyka
Twórczość Stronga często porównywana jest ze stylem takich wykonawców jazzowych, jak Jamie Cullum czy Michael Bublé.

## Dyskografia

### Albumy studyjne
- Guaranteed! (2009)
- Stepping Out (2013)
- On the Clear Day (2015)

### Minipłyty (EP)
- Delovely (2011)